# Élections législatives de 1968 en Dordogne
Les élections législatives françaises de 1968 se déroulent les 23 et 30 juin 1968. Dans le département de la Dordogne, quatre députés sont à élire dans le cadre de quatre circonscriptions.

## Élus
| Circonscription | Député sortant | Parti | Parti          | Député élu ou réélu | Parti | Parti    |
| --------------- | -------------- | ----- | -------------- | ------------------- | ----- | -------- |
| 1re             | Yves Guéna     |       | UDR            | Yves Guéna          |       | UDR      |
| 2e              | Louis Pimont   |       | FGDS (SFIO)    | Jean Capelle        |       | app. UDR |
| 3e              | Georges Bonnet |       | FGDS (Radical) | Pierre Beylot       |       | UDR      |
| 4e              | Robert Lacoste |       | FGDS (SFIO)    | Pierre Janot        |       | UDR      |

## Résultats

### Résultats à l'échelle du département
| Parti          | Parti                                           | Premier tour | Premier tour | Second tour | Second tour | Sièges |
| Parti          | Parti                                           | Voix         | %            | Voix        | %           | Sièges |
| -------------- | ----------------------------------------------- | ------------ | ------------ | ----------- | ----------- | ------ |
|                | Union pour la défense de la République          | 92 202       | 45,67        | 77 976      | 52,13       | 4      |
|                | Union des républicains de progrès               | 92 202       | 45,67        | 77 976      | 52,13       | 4      |
|                |                                                 |              |              |             |             |        |
|                | Section française de l'Internationale ouvrière  | 33 410       | 16,55        | 46 945      | 31,38       | 0      |
|                | Parti radical                                   | 24 940       | 12,35        | 24 662      | 16,49       | 0      |
|                | Fédération de la gauche démocrate et socialiste | 58 350       | 28,90        | 71 607      | 47,87       | 0      |
|                |                                                 |              |              |             |             |        |
|                | Parti communiste français                       | 46 464       | 23,01        | Retrait     | Retrait     | 0      |
|                | Parti socialiste unifié                         | 4 874        | 2,41         |             |             | 0      |
|                |                                                 |              |              |             |             |        |
| Inscrits       | Inscrits                                        | 250 014      | 100,00       | 186 215     | 100,00      | 4      |
| Abstentions    | Abstentions                                     | 43 952       | 17,58        | 32 828      | 17,63       |        |
| Votants        | Votants                                         | 206 062      | 82,42        | 153 387     | 82,37       |        |
| Blancs et nuls | Blancs et nuls                                  | 4 172        | 2,02         | 3 804       | 2,48        |        |
| Exprimés       | Exprimés                                        | 201 890      | 97,98        | 149 583     | 97,52       |        |

### Résultats par circonscription

#### Première circonscription (Périgueux)
|                | Yves Guéna sortant réélu | UDR (URP)      | 28 016 | 53,17  |  |  |  |
|                | Yves Péron               | PCF            | 14 742 | 27,98  |  |  |  |
|                | Jean-Paul Brunet         | FGDS (Radical) | 8 357  | 15,86  |  |  |  |
|                | Maurice Voiry            | PSU            | 1 575  | 2,99   |  |  |  |
|                |                          |                |        |        |  |  |  |
| Inscrits       | Inscrits                 | Inscrits       | 63 531 | 100,00 |  |  |  |
| Abstentions    | Abstentions              | Abstentions    | 10 031 | 15,79  |  |  |  |
| Votants        | Votants                  | Votants        | 53 500 | 84,21  |  |  |  |
| Blancs et nuls | Blancs et nuls           | Blancs et nuls | 810    | 1,51   |  |  |  |
| Exprimés       | Exprimés                 | Exprimés       | 52 690 | 98,49  |  |  |  |

#### Deuxième circonscription (Bergerac)
| Candidat       | Candidat             | Parti          | Premier tour | Premier tour | Second tour | Second tour |  |
| Candidat       | Candidat             | Parti          | Voix         | %            | Voix        | %           |  |
| -------------- | -------------------- | -------------- | ------------ | ------------ | ----------- | ----------- |  |
|                | Jean Capelle élu     | URP            | 23 624       | 49,04        | 27 400      | 55,08       |  |
|                | Louis Pimont sortant | FGDS (SFIO)    | 17 020       | 35,33        | 22 346      | 44,92       |  |
|                | François Viguéra     | PCF            | 7 529        | 15,63        | Retrait     | Retrait     |  |
|                |                      |                |              |              |             |             |  |
| Inscrits       | Inscrits             | Inscrits       | 60 001       | 100,00       | 59 981      | 100,00      |  |
| Abstentions    | Abstentions          | Abstentions    | 10 936       | 18,23        | 9 681       | 16,14       |  |
| Votants        | Votants              | Votants        | 49 065       | 81,77        | 50 300      | 83,86       |  |
| Blancs et nuls | Blancs et nuls       | Blancs et nuls | 892          | 1,82         | 554         | 1,1         |  |
| Exprimés       | Exprimés             | Exprimés       | 48 173       | 98,18        | 49 746      | 98,9        |  |

#### Troisième circonscription (Nontron)
| Candidat       | Candidat               | Parti          | Premier tour | Premier tour | Second tour | Second tour |  |
| Candidat       | Candidat               | Parti          | Voix         | %            | Voix        | %           |  |
| -------------- | ---------------------- | -------------- | ------------ | ------------ | ----------- | ----------- |  |
|                | Pierre Beylot élu      | UDR (URP)      | 19 981       | 39,03        | 25 362      | 50,70       |  |
|                | Georges Bonnet sortant | FGDS (Radical) | 16 583       | 32,39        | 24 662      | 49,30       |  |
|                | Pierre Passerieux      | PCF            | 12 974       | 25,34        | Retrait     | Retrait     |  |
|                | Jean Poms              | PSU            | 1 658        | 3,24         |             |             |  |
|                |                        |                |              |              |             |             |  |
| Inscrits       | Inscrits               | Inscrits       | 64 263       | 100,00       | 64 144      | 100,00      |  |
| Abstentions    | Abstentions            | Abstentions    | 11 720       | 18,24        | 12 268      | 19,13       |  |
| Votants        | Votants                | Votants        | 52 543       | 81,76        | 51 876      | 80,87       |  |
| Blancs et nuls | Blancs et nuls         | Blancs et nuls | 1 347        | 2,56         | 1 852       | 3,57        |  |
| Exprimés       | Exprimés               | Exprimés       | 51 196       | 97,44        | 50 024      | 96,43       |  |

#### Quatrième circonscription (Sarlat)
| Candidat       | Candidat               | Parti          | Premier tour | Premier tour | Second tour | Second tour |  |
| Candidat       | Candidat               | Parti          | Voix         | %            | Voix        | %           |  |
| -------------- | ---------------------- | -------------- | ------------ | ------------ | ----------- | ----------- |  |
|                | Pierre Janot élu       | UDR (URP)      | 20 581       | 41,30        | 25 214      | 50,62       |  |
|                | Robert Lacoste sortant | FGDS (SFIO)    | 16 390       | 32,89        | 24 599      | 49,38       |  |
|                | Roger Ranoux           | PCF            | 11 219       | 22,52        | Retrait     | Retrait     |  |
|                | Jean Vilatte           | PSU            | 1 641        | 3,29         |             |             |  |
|                |                        |                |              |              |             |             |  |
| Inscrits       | Inscrits               | Inscrits       | 62 219       | 100,00       | 62 090      | 100,00      |  |
| Abstentions    | Abstentions            | Abstentions    | 11 265       | 18,11        | 10 879      | 17,52       |  |
| Votants        | Votants                | Votants        | 50 954       | 81,89        | 51 211      | 82,48       |  |
| Blancs et nuls | Blancs et nuls         | Blancs et nuls | 1 123        | 2,2          | 1 398       | 2,73        |  |
| Exprimés       | Exprimés               | Exprimés       | 49 831       | 97,8         | 49 813      | 97,27       |  |